# Mare al mattino
Mare al mattino è un romanzo di Margaret Mazzantini, edito nel 2011 da Einaudi.

## Trama
Jamila, giovanissima vedova libica, scappa dalla guerra imbarcandosi per l'Italia con la speranza di portare in salvo suo figlio Farid. in Sicilia, il diciottenne Vito ascolta il racconto di sua madre Angelina, tripolina cacciata dal regime nel 1970. Il presente di Jamila e il passato di Angelina raccontano una stessa storia, fatta di disperazione e miseria. E nonostante le due madri non vengano mai a contatto, le loro drammatiche vicissitudini si intrecciano attraverso quel mare che le divide e che entrambe guardano con dolore.

## Edizioni
- Margaret Mazzantini, Mare al mattino, collana L'arcipelago, Einaudi, 2011,  p. 127, ISBN 978-88-06-21113-4.